# Szczawik bulwiasty
Szczawik bulwiasty (Oxalis tuberosa L.) – gatunek roślin z rodziny szczawikowatych (Oxalidaceae), rosnących dziko i uprawianych w Andach. Bulwy wykorzystywane są od wieków w tradycyjnej kuchni Indian peruwiańskich i boliwijskich. Lokalna nazwa peruwiańska: oca (z keczua "uqa"). Bulwy mogą być spożywane na surowo, lecz mają dość cierpki smak, spowodowany stosunkowo dużą zawartością kwasu szczawiowego. Po wysuszeniu na słońcu stają się słodkie. Najczęściej spożywa się je po ugotowaniu lub upieczeniu, jako dodatek do zup, mają wtedy smak bardziej mączny, podobny do ziemniaków. Jadalne są także liście, kwiaty i korzenie.

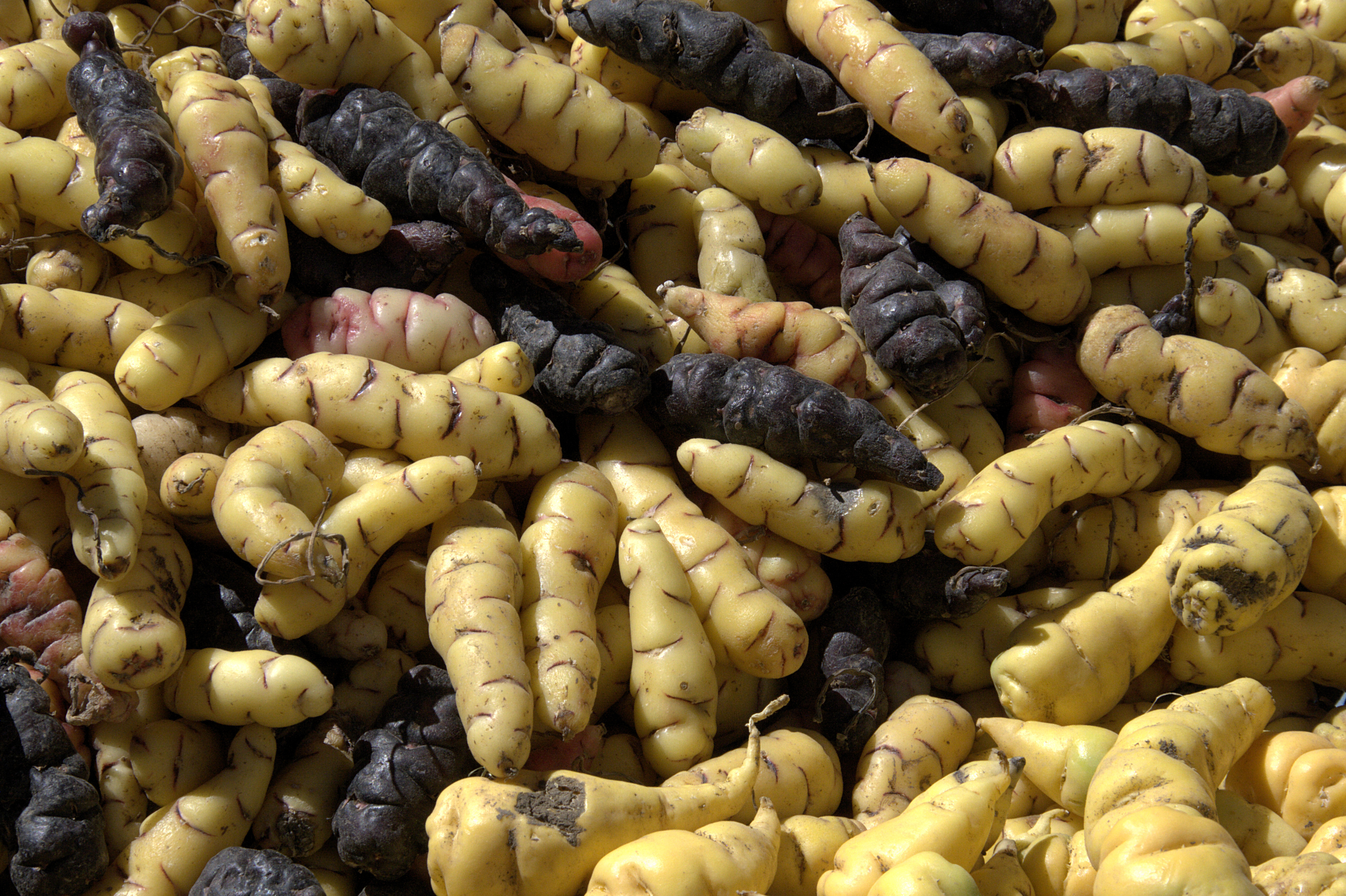
Bulwy odmian peruwiańskich